# 중부초등학교 (경남)
중부초등학교는 대한민국 경상남도 양산시 중부동에 있는 공립 초등학교이다.

## 학교 연혁
- 2000. 9. 1. 양주초등학교에서 중부초등학교 분리 개교(21학급)
- 2000. 9. 1. 제1대 정소석 교장 취임
- 2004. 3. 1. 경상남도교육감지정 ICT활용 시범학교(1년간)
- 2006. 3. 1. 경상남도교육감지정 과학교육선도학교운영(2년간)
- 2007. 3. 1. 양산교육지원청 발명교실 위탁운영 지정학교 선정
- 2008. 3. 1. 경상남도교육감지정 현안과제 자율시범학교운영(1년간)
- 2010. 3. 1. 경상남도교육감지정 정책연구학교운영(1년간)
- 2011. 9. 2. 도 교육청 지정 학교체육 활성화방안 추진 우수교 선정
- 2011. 11. 3. 교과부 지정 스포츠로 건강한 학교 체육활동 우수교 선정
- 2013. 9. 1. 제5대 이향래 교장 부임
- 2014. 2. 21. 제13회 졸업장 수여식. 졸업생 239명(총 3,488명)
- 2014. 3. 1. 41(1)학급 편성
- 2015. 2. 16. 제14회 졸업장 수여식. 졸업생 188명(총 3,676명)
- 2015. 3. 1. 40(1)학급 편성

## 참고 자료
- 중부초등학교 - 한국교육학술정보원 학교알리미